# Hoje eu quero voltar sozinho
Hoje eu quero voltar sozinho è un film del 2014 diretto da Daniel Ribeiro.
Il soggetto è basato sul cortometraggio Eu não quero voltar sozinho diretto dallo stesso regista. Il film non è una continuazione del cortometraggio, ma una rielaborazione della storia.
In Brasile il film è uscito nelle sale il 10 aprile 2014.
Il film è noto anche con il titolo internazionale The Way He Looks, traducibile come "Come lui appare" o "Il modo in cui lui guarda", mentre il titolo originale può tradursi con "Oggi voglio tornare da solo".

## Trama
Leonardo è un adolescente cieco che vive serenamente la propria disabilità, cercando spazi di autonomia dai genitori molto protettivi. Cerca in qualche modo di vivere indipendentemente iscrivendosi a un programma di scambio internazionale. La sua vita quotidiana, il rapporto con la migliore amica Giovana e il modo in cui vede il mondo cambieranno con l'arrivo di Gabriel, un nuovo compagno di scuola con il quale sorgerà subito una complicità speciale, che sfocerà in vero e proprio amore, aiutando i due ragazzi ad accettare la propria omosessualità.

## Colonna sonora
- Belle and Sebastian - There's Too Much Love
- Cícero - Vagalumes Cegos
- Arvo Pärt - Spiegel im Spiegel
- Franz Schubert - Piano Trio No. 2 in E-flat, D. 929, Op. 100 / II. Andante con moto (The Gryphon Trio - Great Piano Trios)
- Marvin Gaye - Let's Get It On
- David Bowie - Modern Love
- The National - Start a War
- Homemade Blockbuster - Dance Moves
- Dom La Nena - Start a War (The National Cover)
- Tatá Aeroplano and Juliano Polimeno - Beijo Roubado em Segredo
- Marcelo Camelo and Mallu Magalhães - Janta

## Riconoscimenti
Il film è stato presentato in anteprima al Festival internazionale del cinema di Berlino il 10 febbraio 2014, dove ha vinto il premio FIPRESCI come miglior lungometraggio della sezione "Panorama" e il Teddy Award come miglior lungometraggio a tematica LGBT.
Oltre ai premi ricevuti alla 64ª Berlinale, il film ha ottenuto grande successo e riconoscimenti a livello internazionale, ricevendo premi al Festival del Cinema LGBT di Torino, al San Francisco International LGBT Film Festival, al New York LGBT Film Festival, al Seattle Lesbian & Gay Film Festival, all'Outfest di Los Angeles, al Festival Internazionale del Cinema di Atene e altri.
Il film è stato scelto dal Brasile come candidato per l'Oscar al miglior film straniero dell'edizione 2015.